# Anton Johann von Drechsel
Freiherr Anton Johann von Drechsel (* 1. November 1752 in Königgrätz, Königgrätzer Kreis, Böhmen; † 28. April 1817 in Wien) war kaiserlicher Feldmarschall-Lieutenant und Ritter des Maria-Theresia-Ordens.

## Herkunft
Er entstammt dem Patriziergeschlecht Drechsel aus Dinklage. Seine Eltern waren der Oberstleutnant Freiherr Jacob Franz von Drechsel (* 22. Juli 1721; † 4. März 1790) und dessen Ehefrau Anna Maria Tezler auf und Delhütten (1731–1807).

## Leben
Im Jahr 1768 wurde er K.k. Kadett im Infanterie-Regiment Nr. 20 (Anton Colloredo). Dort wurde er im Mai 1769 Fähnrich und im Februar 1785 kam er als Kapitän-Lieutenant in das Infanterie-Regiment Nr. 3.
Im 8. Türkenkrieg zeichnete er sich in der Schlacht bei Mărtinești und bei der Belagerung von Belgrad aus. Beim Ausbruch des Ersten Koalitionskriegs kam Drechsel zur Armee nach Italien. Dort zeichnete er sich am 3. Aug. 1796 bei einem Gefecht im Tal von Villanuova und Gavardo bei Venedig aus. Seiner Zeit lagerten dort die Grenadier-Bataillone Kotulinsky und D’Aisné, als diese von den Franzosen überfallen wurden. Schnell war der Artillerie-Park verloren, als Drechsel seine Truppen sammelte und den Gegenangriff einleitete. Dabei wurden der Kommandant, mehrere Offiziere und Gemeine gefangen genommen sowie der Artillerie-Park zurückerobert.
Im Jahr 1799 zeichnete er sich bei am 25. März 1799 bei Stockach, dann bei Mannheim und bei der Erstürmung des verschanzten Dorfes Neckarau aus. In dieser Zeit wurde er zum Major und 1800 zum Oberstleutnant befördert. Am 18. August 1801 wurde er für seinen Taten mit Ritterkreuz des Maria-Theresia-Ordens geehrt. Im September 1805 kam er als Oberst das Infanterie-Regiment Nr. 7.
In der Schlacht von Caldiero hielt sich das Regiment wacker, eroberte 2 Adler und machte 800 Gefangene. Im April 1809 wurde Drechsel zum Generalmajor befördert und kam als Brigadier nach Mähren.
Mit dem Beginn der Befreiungskriege kämpfte er bei der Blockade von Belfort aus, Mit der Kapitulation der Festung am 16. April 1814 wurden 77 Geschütze sowie Vorräte an Waffen und Munition erbeutete. Am 27. Februar 1814 wurde er noch Feldmarschall-Lieutenant und ging im gleichen Jahr in den Ruhestand. Er starb am 28. April 1817 in Wien im Alter von 66 Jahren.

## Familie
Drechsel heiratete 1780 Theresia Pollin von Pollini (1765–1850). Das Paar hatte mehrere Kinder:
- Franz Kaspar Joseph (* 27. September 1792; † 1810), Leutnant im Infanterie-Regiment Nr. 7
- Anton (* 8. Mai 1781; † 21. August 1865), Oberst

⚭ 1826 Antoinette Bresciani von Bresciani (* 15. April 1804; † 3. Februar 1828)
⚭ 1834 Josephine Bresciani von Bresciani (* 9. März 1808; † 11. Januar 1876)